# Wolves (Deadlock)
Wolves è il terzo album della band tedesca melodic death metal Deadlock. Il disco è stato pubblicato nel 2007 da parte della Lifeforce Records.
La formazione  è la medesima del precedente album del gruppo, Earth.Revolt.
Dall'album è stato tratto un singolo, Code of Honor, di cui è stato anche prodotto il video musicale.

## Tracce
1. World Domination - 00.48
2. We Shall All Bleed - 06.05
3. Code of Honor - 04.28
4. Losers' Ballet - 06.40
5. Dark Cell - 04.25
6. Crown of Creation - 04.52
7. End Begins - 04.35
8. As Words to Bullets - 03.44
9. Praeludium II - 01.33
10. Bloodpact - 05.53
11. To Where the Skies Are Blue - 03.50
12. Code of Honor (Techno version) - Bonus track giapponese